# جوزفين هنري
جوزفين كيربي هنري (22 فبراير 1846 - 8 يناير 1928)، رائدة في مجال حقوق المرأة في العصر التقدمي الأمريكي وداعمة لحق المرأة في التصويت ومصلحة اجتماعية وكاتبة من فرسايليس، كنتاكي في الولايات المتحدة. تُعتبر هنري مناصرة قوية لحقوق المرأة وداعمة رئيسية للتشريع الذي يمنح المرأة المتزوجة حقوق الملكية. سعت هنري جاهدة لاعتماد قانون كنتاكي لعام 1894 الخاص بممتلكات المرأة المتزوجة، ويُعزى الفضل لها لقيامها بدور فعال في إقراره. كانت هنري أول امرأة تطالب علنًا بمنصب على مستوى الولاية في كنتاكي.

## عائلتها ونشأتها
ولدت جوزفين كيربي ويليامسون في عائلة ويليامسون الغنية في نيوبورت شمال كنتاكي. كانت في الخامسة عشرة من عمرها عندما انتقلت عائلتها إلى فرسايليس. أعطت دروسًا في البيانو وعملت مدرسة في أكاديمية فرسايليس للسيدات. في مارس 1868، تزوجت جوزفين بالكابتن ويليام هنري من فرسايليس، كنتاكي. أقاما في فرسايليس بعد زواجهما، وانخرط كلاهما في شؤون المجتمع المحلي وشؤون الولايات. أنجبا ابنًا واحدًا، فريدريك هنري (المولود في عام 1868)، الذي توفي في حادث قطارات بالقرب من شيكاغو في عام 1891 أثناء عمله كاتبًا في صحيفة شيكاغو إنتر أوشين.

## أنشطة حماية حقوق المرأة
عندما وُلدت هنري، امتلكت المرأة في كنتاكي آنذاك العديد من المسؤوليات ولكن القليل من الحقوق مهما كانت حالتها الاجتماعية. كان الوضع أسوأ بالنسبة للنساء المتزوجات، إذ كُنّ يُعتبرن بعد الزواج، من الناحية القانونية، مرتبطات بالزوج في شخص واحد ولديهن القليل من الحماية القانونية ضد أفعال أزواجهن. امتلكت المرأة المتزوجة القليل من الحقوق في ظل الأوضاع الاقتصادية الحرجة مثل ملكية الممتلكات أو كتابة الوصية. لم يكن للنساء حق في الحصول على أجورهن الخاصة، ولم يُمنحن أي حماية قانونية فيما يتعلق بالسلامة الجسدية في حالات العنف المنزلي، وكثيرًا ما حُرِمن حق التدخل في قرارات أزواجهن بشأن أطفالهن
كرست هنري سنوات عديدة من حياتها للعمل من أجل الحصول على حقوق متساوية للمرأة. ذُكرت كتاباتها وخطاباتها ومهاراتها التنظيمية في سجلات المنظمة الوطنية والمحلية وتقاريرها، وفي الروايات الإخبارية للأحداث، والسجلات الرسمية لولاية كنتاكي. على سبيل الذكر، ورد في تقرير يوجينيا فارمر عن أنشطة حق النساء بالاقتراع في كنتاكي الخاصة بالجمعية الوطنية الأمريكية للمطالبة بحق المرأة في الاقتراع عام 1893 أن هنري ألقت خمسة عشر محاضرة في جميع أنحاء الولاية، وحافظت على إدارة ساوثيرن جورنال، وكتبت 56 مقالة لصحف أخرى.

### جمعية كنتاكي للمساواة في الحقوق
في عام 1888، أسست لورا كلاي وهنري جمعية كنتاكي للمساواة في الحقوق لتوسيع حركة حق المرأة بالاقتراع وتنشيطها في كنتاكي. كافحت الرابطة من أجل الإصلاح الاجتماعي في العهد التقدمي، بما في ذلك حقوق المرأة في التصويت في جميع الانتخابات المحلية وانتخابات الولايات والانتخابات الوطنية، وحق المرأة المتزوجة في امتلاك ممتلكاتها الخاصة أو في كتابة وصية أو إبرام عقد وفقًا لأهليتها القانونية، وفي حيازة أجورها ومكاسبها من أعمالها الخاصة.

### قانون كنتاكي الخاص بممتلكات المرأة المتزوجة لعام 1894
بحلول العقد الأخير من القرن التاسع عشر، كانت ولاية كنتاكي هي الولاية الوحيدة التي حرم فيها الزواج المرأة فعليًا من حقوقها الإنسانية والمدنية الأساسية. في عام 1894، صدر قانون ممتلكات المرأة المتزوجة، والمعروف أيضًا بوثيقة الزوج والزوجة خلال سنوات من النقاش حيث انتُقد مشروع القانون واعتُبر مناهضًا للأسرة ويتعدى على المعايير الثقافية المتعلقة بشرف المرأة. على الرغم من أن جمعية كنتاكي العامة وضعت مشروع قانون منح المرأة المتزوجة بعض الحقوق العامة في التملك في كنتاكي بصعوبة، كان ذلك علامة بارزة في حملة حقوق المرأة، بما في ذلك حق الامتياز. رأت هنري أن هذا أمر بالغ الأهمية لإرساء الاستقلال الاقتصادي للمرأة والكفاءة الذاتية اللازمة للمواطن الواعي للتصويت بصورة بناءة.